# Клещув (Сілезьке воєводство)
Клещув (пол. Kleszczów) — село в Польщі, у гміні Рудзінець Гливицького повіту Сілезького воєводства.
Населення — 876 осіб (2011).
У 1975—1998 роках село належало до Катовицького воєводства.

## Демографія
Демографічна структура станом на 31 березня 2011 року:
|          | Загалом | Допрацездатний вік | Працездатний вік | Постпрацездатний вік |
| -------- | ------- | ------------------ | ---------------- | -------------------- |
| Чоловіки | 423     | 87                 | 294              | 42                   |
| Жінки    | 453     | 85                 | 276              | 92                   |
| Разом    | 876     | 172                | 570              | 134                  |